# Anna Dołęga
Anna Dołęga (ur. 3 stycznia 1966 w Gdańsku) – polska chemiczka, profesor nauk chemicznych, specjalizująca się w chemii nieorganicznej, kierownik Katedry Chemii Nieorganicznej Politechniki Gdańskiej.

## Życiorys
Absolwentka I Liceum Ogólnokształcącego im. Mikołaja Kopernika w Gdańsku. Na studia na Wydziale Chemicznym Politechniki Gdańskiej została przyjęta w 1984 jako uczestniczka centralnego etapu Olimpiady Chemicznej. W 1989 uzyskała dyplom magistra inżyniera z wynikiem bardzo dobrym. W 1996 roku na macierzystym wydziale uzyskała stopień doktora nauk chemicznych. Tematem rozprawy doktorskiej, wykonanej pod kierunkiem prof. Jerzego Konopy było Tworzenie międzyłańcuchowych wiązań sieciujących w DNA komórek ssaków i bakterii przez lek przeciwnowotworowy etopozyd. Praca ta została wyróżniona przez Radę Wydziału Chemicznego PG. W 2010 na podstawie dorobku naukowego uzyskała stopień doktora habilitowanego, a tytuł profesora zwyczajnego otrzymała 25 października 2019. Od 2017 kierownik Katedry Chemii Nieorganicznej Politechniki Gdańskiej.
Autorka i współautorka 80 publikacji naukowych (78 indeksowanych w bazie Scopus) i 160 komunikatów na konferencjach krajowych i zagranicznych. Liczba niezależnych cytowań tych artykułów według bazy Scopus to 953, zaś indeks Hirscha na podstawie niezależnych cytowań wynosi 14 (stan na 12 lutego 2024).

## Odznaczenia i wyróżnienia[2]
- 2012 – statuetka Sowy dla najlepszego wykładowcy Wydziału Chemicznego PG
- 2014 – Medal Komisji Edukacji Narodowej
- 2021 – Medal Srebrny za Długoletnią Służbę
- różne lata - 19 nagród rektora